# Esquirol amazònic septentrional
L'esquirol amazònic septentrional (Hadrosciurus igniventris) és una espècie de rosegador de la família dels esciúrids. Viu al Brasil, Colòmbia, l'Equador, el Perú i Veneçuela. S'alimenta de núcules grans d'endocarpi gruixut. El seu hàbitat natural són els boscos de plana de la conca amazònica. Està amenaçat per la caça i la fragmentació del seu entorn.